# Onofrio Visdomini
Onofrio Visdomini, detto anche Onofrio dello Steccuto (Firenze, ... – post 1400), è stato un vescovo cattolico italiano.

## Biografia
Di origine fiorentina, era frate agostiniano e maestro in teologia. Già vescovo di Volterra, fece il suo ingresso a Firenze il 1º marzo 1389, dopo essere stato traslato da Urbano VI. Restano a testimonianza della sua vita pastorale i Beneficiali dell'archivio arcivescovile, cioè i ricordi della visita pastorale che a partire dall'inizio dell'episcopato, condusse nelle chiese più povere della città, beneficando al suo passaggio.
Politicamente attraversò il periodo dello scisma d'Occidente con gli antipapi Clemente VII e Benedetto XIII, l'ultimo dei quali cercò di guadagnarsi l'appoggio della città, incoraggiato dall'atteggiamento della Signoria. Il Visdomini, se non scismatico, ebbe almeno la colpa di non aver preso una posizione precisa, per cui non tardarono le accuse del pontefice Bonifacio IX. Dando credito ai sospetti egli lo destinò alla sede di Comacchio e lo fece deporre forzatamente dal capitolo del duomo per via della sua ostinazione a non lasciare Firenze (1400).